# ميلان أنتال
ميلان أنتال (بالسلوفاكية: Milan Antal)‏ هو عالم فلك سلوفاكي، ولد في 19 سبتمبر 1935 في Zábřeh ‏ في التشيك، وتوفي في 2 أكتوبر 1999 في بييشتاني في سلوفاكيا.